# Grégoire Orlyk
Grégoire Orlyk, également Hryhor Orlyk (ukrainien : Григор Пилипович Орлик) ou encore Pierre Grégoire d’Orlick de la Ziska, comte d’Orlick (5 novembre 1702, Baturyn – 14 novembre 1759, Minden), était un chef militaire français, diplomate et membre des services secrets de Louis XV. Grégoire Orlyk est né en Ukraine, fils de l'hetman ukrainien en exil Pylyp Orlyk et de Hanna Hertsyk . Il reçut une excellente éducation en Suède, servit en Pologne et en Saxe et participa aux efforts secrets de la France pour restaurer Stanisław Leszczyński sur le trône de Pologne. Il commanda plus tard le régiment du roi, le Royal Pologne . Pour son travail de renseignement et ses succès militaires, il fut nommé comte et promu au grade de maréchal de camp. Grégoire Orlyk fréquentait Voltaire et défendit la cause ukrainienne en France et dans d'autres pays.

## Jeunesse
Hryhor Orlyk est né le 5 novembre 1702 à Baturyn, la capitale de l'Hetmanat cosaque, dans la famille du scribe général des cosaques Pylyp Orlyk. La famille était très proche de l'hetman de l'époque, Ivan Mazepa. Celui-ci devint le parrain de Grégoire. Après la défaite de Charles XII à Poltava en 1709, le roi de Suède et ses alliés, dont Mazepa et la famille Orlyk, rejoingnent Bendery (actuelle Moldavie) alors sous contrôle des sultans Ottomans. Orlyk et sa famille y vécurent pendant cinq ans. À la mort de Mazepa, Pylyp Orlyk fut proclamé hetman d'Ukraine en exil et, par accord entre le tsarat de Russie et l'Empire ottoman en 1714, Charles XII et ses alliés furent autorisés à se rendre en toute sécurité en Suède.

## Au service de la Suède et de la Saxe
En Suède, le jeune Orlyk fut enrôlé dans la garde royale suédoise jusqu'en 1716, date à laquelle il commença ses études à l'Université de Lund. Il y passa deux ans et reçut une excellente éducation : il étudia la musique (et devint un joueur de luth compétent), la philosophie et la métaphysique, et appris le latin et plusieurs autres langues européennes.
Après deux années supplémentaires au service du roi de Suède, son père partit en Allemagne en 1720 avec son fils. Là, toujours avec l'aide de son père, il reçut en 1721 un poste de lieutenant dans la cavalerie de la Garde saxonne. En 1726, la Russie demanda son extradition de la Saxe, et le jeune officier part d'abord en Autriche puis en Pologne, où il devint adjudant de l'hetman de la couronne,.

## Au service secret du Roi de France
A cette époque, Orlyk rejoint le parti pro-français de la cour polonaise qui tentait de rétablir Stanisław Leszczyński sur le trône de Pologne. Orlyk commença par servir d'agent de liaison secret entre Joseph Poniatowski et l'ambassadeur de France à Varsovie, le Comte de Monti.
En 1729, Orlyk se voit confier la mission de ramener de France en Pologne l'ancien roi exilé Stanislas Leszczyński après la mort du roi Auguste II. Pour cette mission, on lui délivra de faux documents de voyage et il se rendit à Paris, déguisé en officier suédois Gustav Bartel. À Fontainebleau, il rencontre Leszczyński et obtient de lui la promesse de rétablir son père Pylyp Orlyk comme hetman d'Ukraine en échange de ses services. À Paris, il rencontre également le cardinal Fleury, premier ministre de Louis XV, avec qui il discute des perspectives de restauration de Stanislas Leszczynski en Pologne. En 1730, il entre au service diplomatique français et est envoyé en mission secrète à Constantinople pour mettre en place une coalition anti-russe avec les Turcs et les Tatars de Crimée. Deux ans plus tard, il fut de nouveau envoyé à Constantinople et de là auprès du khan de Crimée Qaplan I Giray, devant lequel il exhorta les Tatars à attaquer la Russie et à l'aider dans sa cause.
Après la mort du roi de Pologne Auguste II en 1733, conformément à son accord avec les Français, Stanisław Leszczyński fut amené de Paris à Varsovie avec un million de zloty nécessaires pour garantir l'élection de Leszczyński au moyen de pots-de-vin. À son retour à Paris, Louis XV récompensa Orlyk en lui offrant une bague en diamant, tandis que la reine Marie, fille de Stanisław Leszczyński, lui offrit son portrait orné de pierres précieuses. Cependant, en moins de 3 ans, Leszczyński perd le trône de Pologne et doit fuir à Königsberg, d'où Grégoire Orlyk le ramène en France. En 1734 et 1735, Orlyk fit de nouveaux voyages en Turquie et en Crimée, puis en Suède en 1737, favorisant une alliance antirusse qui ne se concrétisa pas, malgré ses efforts. Louis XV envisagea de le nommer ambassadeur de France en Turquie, mais sous la pression de Saint-Pétersbourg, il changea d'avis. Dans les années 1740, Grégoire Orlyk proposa au roi un plan ambitieux de réinstallation des Cosaques ukrainiens dans la région du Rhin sous protection française ; cependant, ce projet fut également abandonné en raison des objections de la Turquie. Plus tard, Orlyk appartint au service spécial de renseignements de Louis XV – le Secret du Roi – et participa à des missions clandestines dans de nombreux pays européens, pour lesquelles il reçut des éloges de nombreux côtés, y compris les plus hautes décorations de France, de Pologne et de Suède.

## Chef militaire dans l'armée Française
Promu birgadier en 1744, le 25 novembre 1747, il reçoit une commission de colonel propriétaire dans le Regiment allemand de Royal-Pologne. ll est promu au grade de maréchal de camp le 10 mai 1748. Il est promu au grade de lieutenant-général le 21 avril 1759.
Le 13 novembre 1759, lors de la Bataille de Bergen, alors qu'il secondait le Prince Camille dans la défense du village de Bergen, il est "effleuré au cou par un boulet de canon à cartouche, qui lui a fait une contusion considerable". Il en mourra le lendemain.

## Mariage
Le 3 décembre 1747, Grégoire Orlyk se marie à Versailles, avec Louise Hélène Le Brun de Dinteville. Ils resident notamment au chateau de Dinteville.

## Héritage
La première biographie de Grégoire Orlyk est celle de l'historien Elie Borschak, qui publie Hryhor Orlyk, le général cosaque français en 1956 (en anglais Hryhor Orlyk, France's Cossack General) Cette biographie contient de nombreuses découvertes intéressantes et nouvelles sur Orlyk. Cependant, ce livre prétend à tort que la commune d'Orly, près de Paris, doit son nom à Grégoire Orlyk, qui possédait son domaine dans la région. Ceci est faux car le nom dérive d' Aureliacum et est utilisé au moins depuis le 8e siècle de notre ère.
Depuis, les archives du chateau de Dinteville, propriété en France de la famille de l'épouse d'Orlyk ont été analyséeset ont fait l'objet d'une thèse, d'une biographie et de la publication de mémoires destinés à la Cour de France,.
Le château de Dinteville a récemment inauguré une salle en son souvenir.

## Littérature
(octobre 2024).
- (fr) Iryna Dmytrychyn. Grégoire Orlyk – Un Cosaque ukrainien au service de Louis XV . L'Harmattan, Paris 2006[16]
- (fr) Oreste Subtelny. Ukraine. Une histoire . Presses de l'Université de Toronto. 1994[18]
- (gb) Elie Bortschak E. Hryhor Orlyk, France's Cossack general,  [prefance de S. O. Pidhainy.] Toronto, Burns and MacEachern, 1956[19].